# John Talbot
John Talbot, 1. hrabě ze Shrewsbury KG (1384 v Blechmore, Shropshire, Anglie – 17. července 1453 v Castillon-la-Bataille, Gironde, Francie) byl významný anglický vojevůdce stoleté války.

## Životopis
Talbot se narodil v roce 1384 jako druhý syn Richarda Talbota, 4. baron Talbota a Ankaret Lestrangeová, 7. baronky Strange of Blackmere.
V letech 1404-1413 sloužil se svým starším bratrem Gilbertem ve válce ve Walesu proti Owain Glyndŵrovi. Jeho podpora Yorků mu vynesla přesun do Toweru, když se Jindřich V. v roce 1413 stal králem. Od roku 1414 byl pět let lordem místodržitelem v Irsku, kde potlačoval povstání. Poté strávil dalších pět let ve Francii, než se v roce 1425 znovu nakrátko stal lordem místokrálem v Irsku.
Od roku 1427 Talbot znovu bojoval v anglické armádě ve Francii, později dokonce jako králův generál. Ve Francii se vyznamenal během obléhání Orléans a byl zajat v bitvě u Patay v roce 1429. Zůstal v zajetí čtyři roky, ale poté byl vyměněn za Jeana Potona de Xaintrailles.
Talbot byl považován za agresivního a odvážného vojevůdce, který obvykle musel bojovat proti početně nadřazenému nepříteli. Jednotky, kterým velel, byly nasazeny všude, kde bylo potřeba, a dobyly různá francouzská města, včetně Harfleuru v roce 1440. Mnozí mu proto přezdívali anglický Achilles.
V roce 1449 utrpěl Talbot rozhodující porážku u Rouenu a vydal se jako rukojmí, aby zaručil kapitulaci. V roce 1452 byl jmenován guvernérem hrabství Guienne, které bylo obsazeno francouzským králem Karlem VII. Po obnovení bojů vedl anglické jednotky v jihozápadní Francii, jediné větší oblasti zůstávající pod anglickou nadvládou. Kromě Bordeaux dobyl řadu měst. Talbot padl, stejně jako jeho syn Jan, dne 17. července 1453 v bitvě u Castillonu, která byla poslední rozhodující porážkou Angličanů ve stoleté válce.